# Mallotus lianus
Mallotus lianus är en törelväxtart som beskrevs av Léon Camille Marius Croizat. Mallotus lianus ingår i släktet Mallotus och familjen törelväxter. Inga underarter finns listade i Catalogue of Life.